# Вороны-флейтисты
Вороны-флейтисты, или курравонги (лат. Strepera), — род птиц из семейства ласточковых сорокопутов.

## Описание
Вороны-флейтисты достигают длины от 44 до 57 см; характеризуются стройным телосложением, удлинённым хвостом с прямым окончанием, сильными ногами с грубыми щитками и первостепенными маховыми перьями с разделёнными «пальцеобразными» кончиками. Клюв сильный, прямой, удлинённый, с небольшим острым крючком на конце надклювья. У всех трёх видов курравонгов окраска оперения от тёмно-серого до чёрного цвета с белыми полосами на крыльях и белыми пятнами в области подхвостья и на конце хвоста. У взрослых птиц радужина жёлтая, что заметно отличает их от вороны-свистуна, у которой радужная оболочка красновато-коричневая, и от австралийской вороны с белой радужкой.

## Классификация
В состав рода включают три вида:
| Изображение | Русское название              | Научное название    | Распространение         |
| ----------- | ----------------------------- | ------------------- | ----------------------- |
|             | Чёрная ворона-флейтист        | Strepera fuliginosa | Тасмания                |
|             | Пестрохвостая ворона-флейтист | Strepera graculina  | Восточная Австралия     |
|             | Серая ворона-флейтист         | Strepera versicolor | Юг Австралии и Тасмания |